# バルトロメオ・デッラ・ガッタ

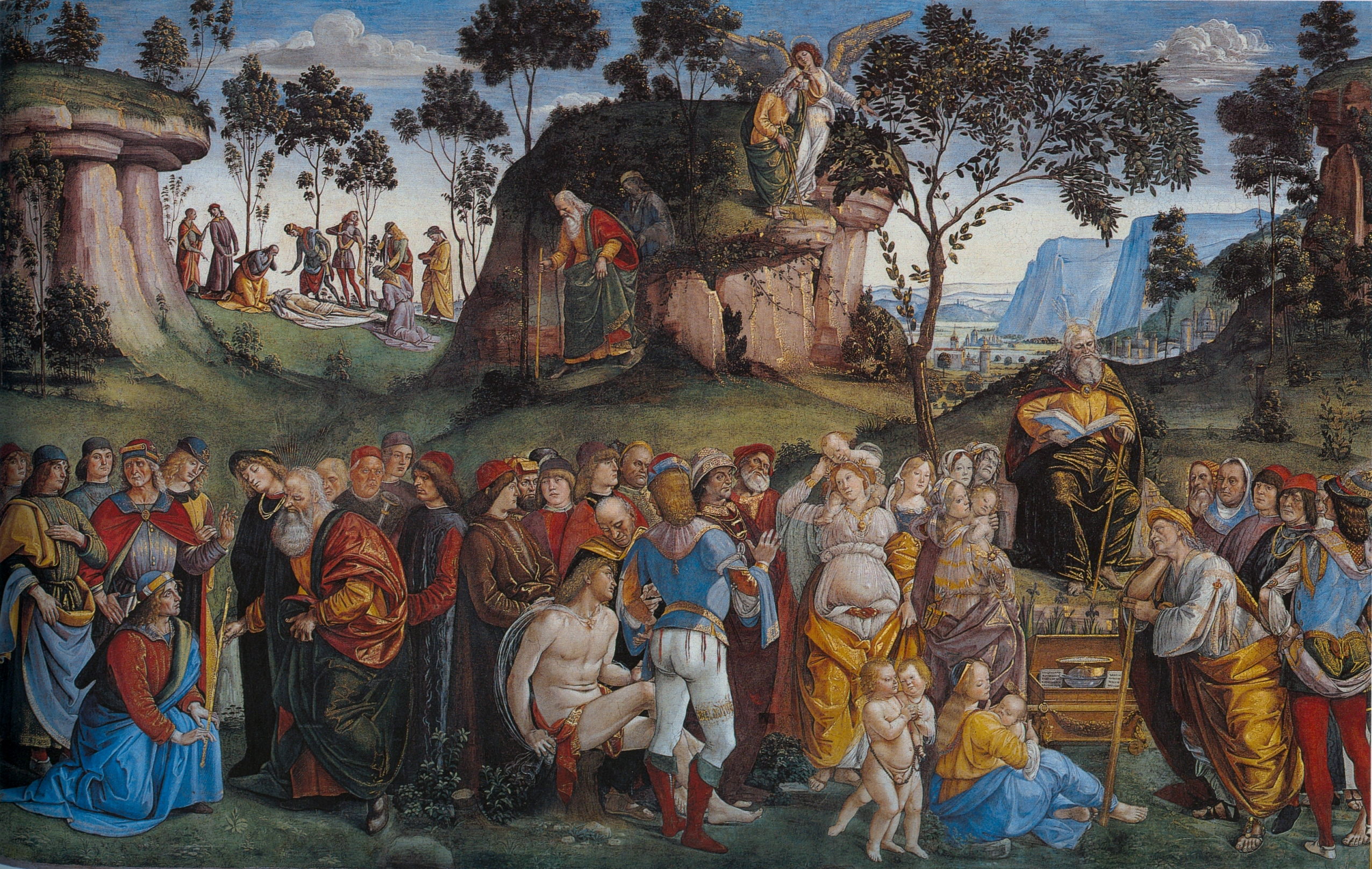
ルカ・シニョレッリとバルトロメオ・デラ・ガッタによるシスティーナ礼拝堂の壁画、『モーセの死と遺言』

バルトロメオ・デッラ・ガッタ（Bartolomeo della Gatta、俗名: ピエトロ・ディ・アントニオ・デル、Pietro di Antonio Dei、1448年 - 1502年）は、イタリアの画家、写本装飾家、建築家である。ルカ・シニョレッリの助手としてヴァチカン宮殿のシスティーナ礼拝堂の装飾画を描いたことなどで知られている。

## 略歴
フィレンツェで金細工師の息子に生まれた。フィレンツェの金細工師のギルドに子供時代に入会した。画家アンドレア・デル・ヴェロッキオ(c.1435-1488)の工房に出入りするようになり、サンドロ・ボッティチェッリ(1445-1510)やドメニコ・ギルランダイオ(1448-1494)、レオナルド・ダ・ヴィンチ(1452-1519)、ロレンツォ・ディ・クレディ(c.1459-1537)、ペルジーノ(c.1448-1523)、ルカ・シニョレッリ(c.1450-1523)といった有名になる画家たちと知り合った。画家として活動するようになっただけでなく、ミニアチュール画家、建築家、オルガン制作者としても働いた。
1468年頃、おそらくトスカーナのアレッツォにあるカマルドレーズ修道院で修道士の道に入り、名前をバルトロメオ・デラ・ガッタに改めた。
アレッツォやローマ近くのウルビーノで画家として働き、画家のピエロ・デラ・フランチェスカ(1412-1492)や建築家のドナト・ブラマンテ(c.1444-1514)からも影響を受けた。
1492年にローマに招かれ、ルカ・シニョレッリの助手としてヴァチカン宮殿のシスティーナ礼拝堂の壁画を描いた。
アレッツォのサンクレメンテ修道院(Abbazia di San Clemente)の修道院長になり、1602年に後にアレッツォで没した。

## 作品

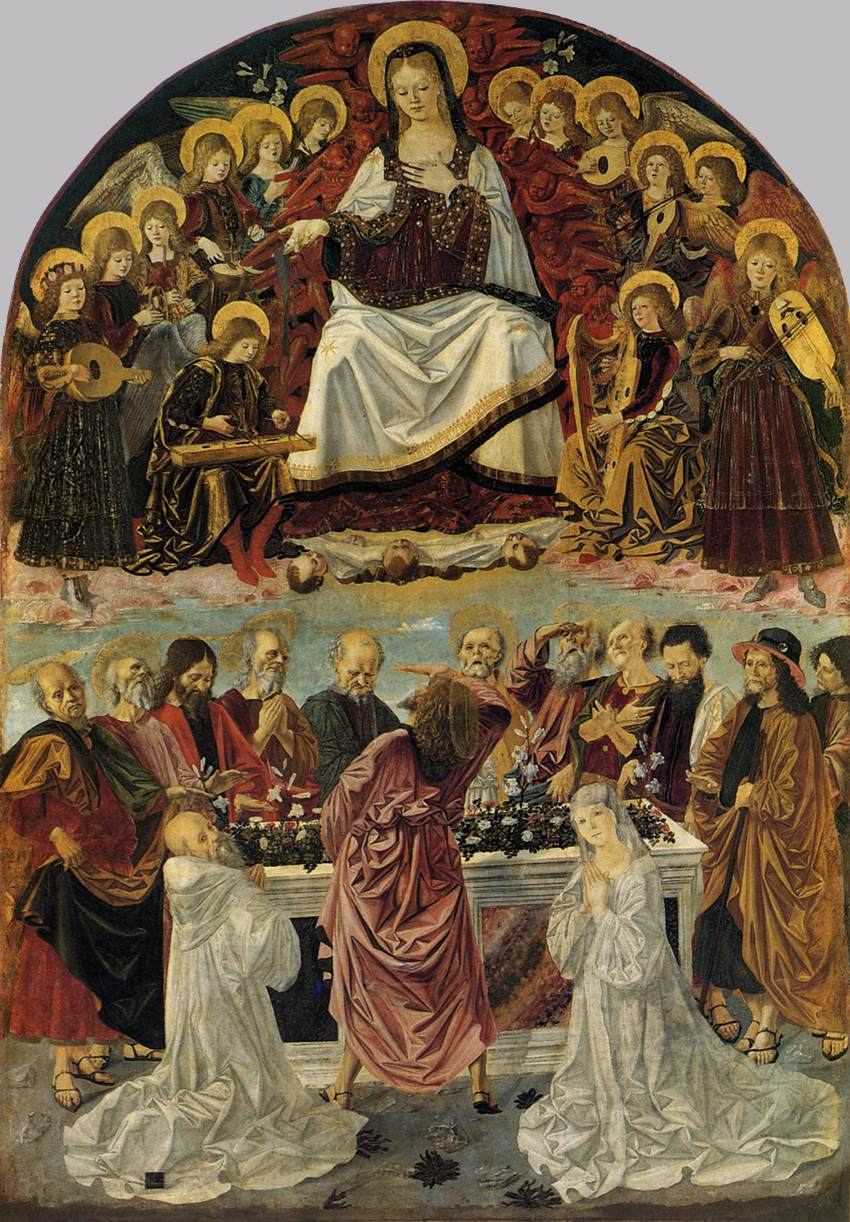
聖トマスにベルトを渡す昇天の聖母 (c.1475) Museo diocesano (Cortona)
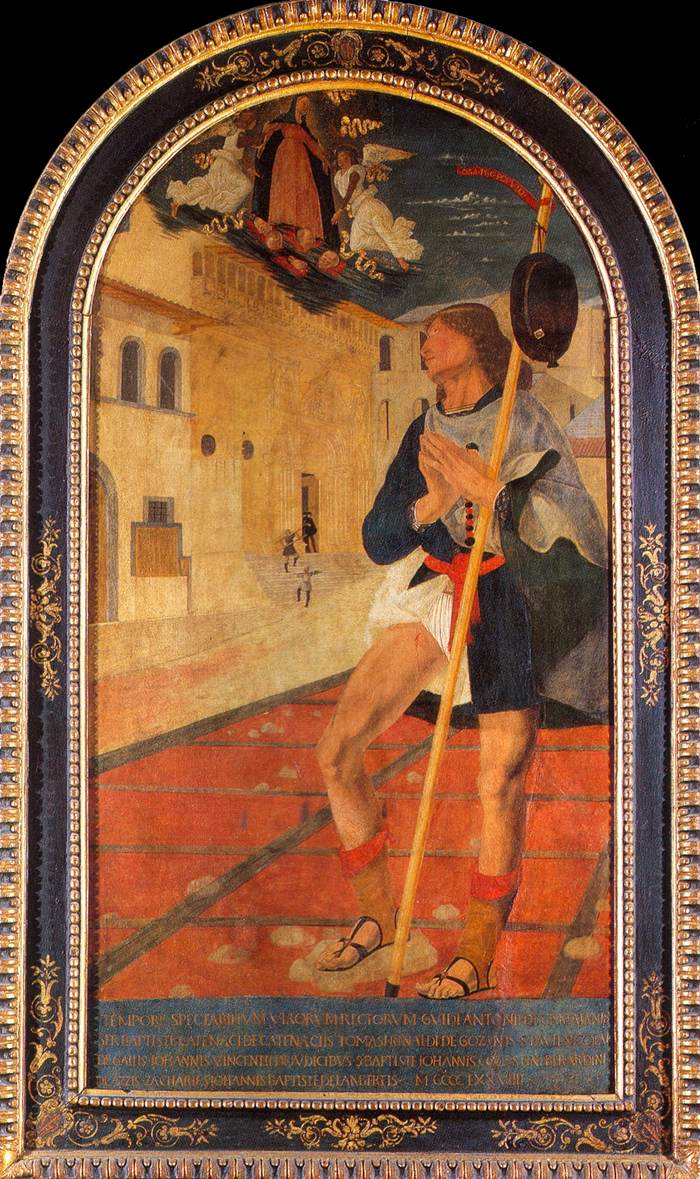
聖ロクス(1479) 国立中世近代美術館
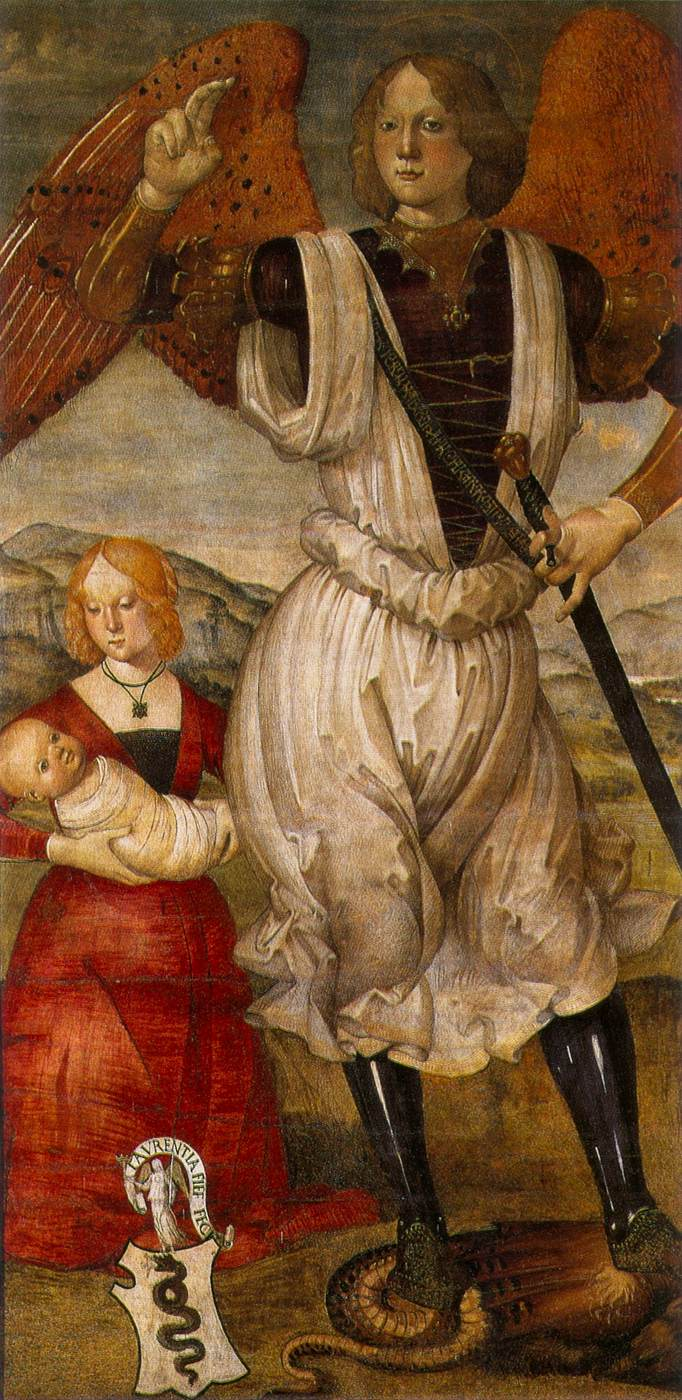
大天使聖ミカエル